# Моздокские кабардинцы
Моздо́кские кабарди́нцы (кабард.-черк. мэздэгу адыгэ, мн.ч. мэздэгу адыгэхэр) — этнографическая группа кабардинцев (черкесов), со смешанным православным и мусульманским вероисповеданием. Ныне компактно проживают на территории Моздокского района Северной Осетии и Курского района Ставропольского края.

## История

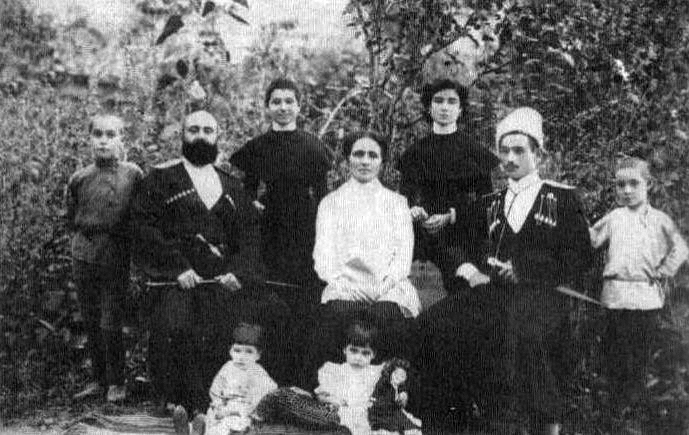
Семейство моздокских кабардинцев. Начало XX века.

Процесс обособления моздокских кабардинцев от общей среды кабардинского народа началось во второй половине XVIII века, когда один из владетелей Малой Кабарды — Кургоко Канчокин из княжеского рода Джиляхстановых (Мударовых), приняв православие, вместе со своей дружинной обосновался в местности Мездогу (кабард.-черк. Мэздэгу — «глухой лес»), где в 1763 году была заложена русская военная крепость Моздок. Впоследствии, в военное укрепление Моздок стали селиться беглые кабардинские крестьяне, где некоторые меняли свои фамилии на русские и принимали крещение, тем самым освобождаясь от власти своих владельцев, как проживавшие в крепости русские и другие христиане.

## Современное состояние
В 1993 году в Моздоке была сформирована первое кабардинское национально-культурное общество в Северной Осетии — «Союз моздокских кабардинцев» (кабард.-черк. Мэздэгу Адыгэ Хасэ), которое было возглавлено А. Б. Шекемовым. Целью организации стало объединение кабардинцев Моздокского района и Курского района Ставропольского края, а также установление культурных и экономических связей с адыгами Северного Кавказа и зарубежной адыгской диаспорой.